# Diogo Afonso de Sousa

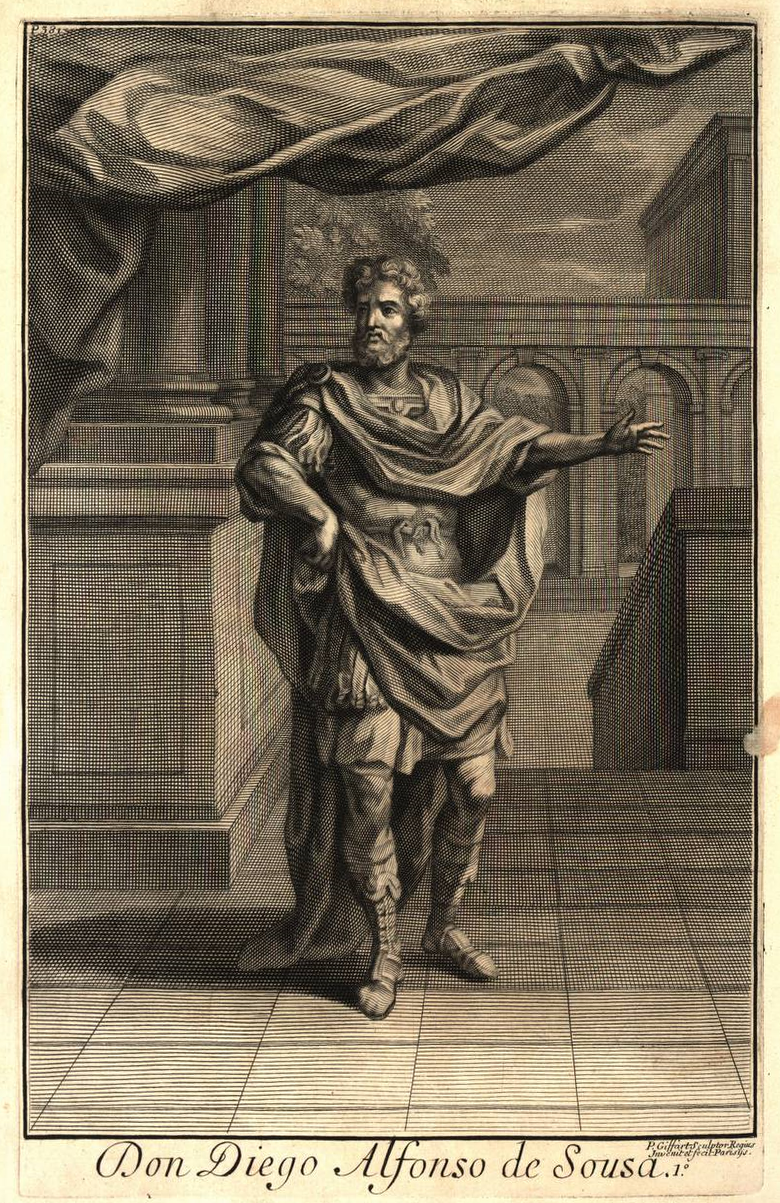
D. Diogo Afonso de Sousa, em gravura de 1694

Diogo Afonso de Sousa (c. 1303 - 18 de Novembro de 1344) foi Senhor de Mafra, de Ericeira e de Enxara dos Cavaleiros e um dos filhos de Afonso Dinis  (c. 1260 - 24 de abril de 1310) e de Maria Pais de Sousa, sendo, por via paterna, neto do rei Afonso III de Portugal e de Maria Peres de Enxara, sua companheira. Foi feito senhor de Mafra e da Ericeira pelo rei. Está sepultado na Igreja de Santo André de Mafra, em Portugal.

## Relações familiares
Foi filho de D. Afonso Dinis (1260 -?) e de D. Maria Pais Ribeira (1285 -?), 15.ª senhora da Casa de Sousa, filha de D. Pedro Anes de Portel (1246 -1311) e de D. Constança Mendes de Sousa (1245 -1298). 
Casou-se com Violante Lopes Pacheco, nascida cerca de 1310, já viúva de Martim Vasques da Cunha, filha de D. Lopo Fernandes Pacheco (1280 -?), 7.º senhor de Ferreira de Aves e de Maria Gomes Taveira (1285 -?), de quem teve:
1. Álvaro Dias de Sousa (1330 - Espanha, 1365), senhor de Mafra e da Ericeira, que casou com Maria Teles de Menezes (c. 1338 – Coimbra, novembro de 1379) (filha de D. Martim Afonso Telo de Menezes (1310 – Toro, 25 de Janeiro de 1356) e de Aldonça Anes de Vasconcelos (1320 -?) (a qual viria a casar em segundas núpcias com o infante D. João, filho de Pedro I de Portugal e Inês de Castro);
2. Lopo Dias de Sousa, alcaide de Chaves, que casou com Brites Afonso de Sousa;
3. Branca Dias de Sousa (1340 -?), senhora de Mafra e da Ericeira